# John Fillmore Hayford
John Fillmore Hayford [džón fílmor héjford] (tudi Filimore), ameriški inženir in geodet, * 19. maj 1868, Rouses Point , New Jersey, ZDA, † 10. marec 1925, Evanston, Illinois, ZDA.

## Življenje in delo
Hayford je bil je predstojnik inženirskega kolidža v Evanstonu. Opravljal je izostatične raziskave oblike in velikosti Zemlje. Leta 1873 so za edinstveno obliko Zemlje uvedli
naziv geoid. Hayford je izračunal mere Besslovemu referenčnemu vrtilnemu elipsoidu (sploščenemu sferoidu) iz leta 1841 (6.377.397,155 m, 6.356.078,965 m, sploščenost 1/299,1528128). Leta 1909 je dobil za ekvatorski polmer r = 6.378.388 m in polarni polmer r´ = 6.356.911,946 m ter sploščenost 1/297. Takšen elipsoid so leta 1924 priznali kot mednarodni. Poznejše meritve na Zemlji (Krasovski, 1940) in v novejšem času z umetnih satelitov (Sputnik, Avoungard, 1964) so pokazale, da se oblika Zemlje razlikuje tudi od elipsoida, vendar so te razlike majhne, nepravilnosti pa niso enakomerno razporejene. Takšnemu telesu so nadeli naziv apioid. 
Hayford je izvršil hidrografsko meritev ameriških Velikih jezer.